# روي فرانكلين نيكولز
روي فرانكلين نيكولز (بالإنجليزية: Roy Franklin Nichols)‏ هو مؤرخ أمريكي، ولد في 3 مارس 1896 في نيوآرك في الولايات المتحدة، وتوفي في 12 يناير 1973.